# Lars Lundkvist
 Der er flere personer med dette navn, se Lars Lundkvist (flertydig). (Se også artikler, som begynder med Lars Lundkvist)
Lars Lundkvist (født 14. juni 1957) er en dansk fodboldtræner og tidligere fodboldspiller. Han var en af AGFs førende angribere i klubbens storhedstid i 1980erne.
Lars Lundkvist var den århusianske klub IK Skovbakken største angrebsprofil, da holdet i 1977 rykkede op i den bedste række. Lundkvist blev det år divisionstopscorer med 26 mål. Året efter blev Lundkvist nr. to på topscorerlisten i 1. division med 19 scoringer. Det betød udtagelse til landsholdet og debuten kom 28. juni 1978 i en venskabskamp mod Island i Reykjavik. Det blev til i alt 10 kampe for Danmark og et enkelt mål. Det faldt i en venskabskamp mod Island 26. august 1981 i Idrætsparken. Lundkvist scorede kampens første mål.
Med Skovbakken blev det imidlertid kun til to sæsoner i 1. division, før holdet rykkede ud igen. I sommeren 1981, da det stod klart, at Skovbakken formentlig ikke ville vende tilbage til toppen af dansk fodbold, skiftede Lars Lundkvist til lokalrivalerne AGF som afløser for Lars Bastrup. Hos AGF blev Lundkvist hurtigt et hit og var holdets topscorer i 1982. En bedrift han gentog tre sæsoner i træk 1984-86. Han vandt et dansk mesterskab og to sølv- og tre bronzemedaljer. Det blev også til to sejre i pokalturneringen i 1987 og 1988. Lundkvist blev matchvinder i 1988, da AGF slog Brøndby IF i finalen med 2-1 efter forlænget spilletid.
Efter 135 scoringer i AGF-trøjen lagde Lars Lundkvist støvlerne på hylden i 1990, men der gik ikke mange måneder før han var tilbage i klubben. Træner Ole Brandenborg blev efter en elendig sæsonstart fyret i september 1990, og Lundkvist blev hyret til at afløse ham. Med Lars Lundkvist som træner blev det til bronzemedaljer i 1991 og triumf i pokalfinalen i 1992, hvor det hjemme på Aarhus Stadion blev til en sejr på 3-0 over B1903.
I 1993 forlod Lars Lundkvist imidlertid klubben, men i april 2000 vendte Lars Lundkvist tilbage til AGF efter fyringen af Peter Rudbæk. Sammen med klubbens tidligere anfører Kent Nielsen lykkedes det for Lundkvist at redde AGF fra nedrykning til 1. division. Lars Lundkvist vendte dog tilbage til arbejdet i Brabrand IF med en enkelt afstikker til Skovbakken. Som træner for Brabrand førte han klubben helt op i 1. division, hvor det blev til to sæsoner fra 2005 til 2007.
29. september 2011 meddelte Brabrand IF, at Lundkvist stopper som træner for klubben i sommeren 2012.
Lars Lundkvist blev i 2023 kåret som årets AGF legende.